# Corymbichneumon carinifer
Corymbichneumon carinifer är en stekelart som beskrevs av Morley 1919. Corymbichneumon carinifer ingår i släktet Corymbichneumon och familjen brokparasitsteklar. Inga underarter finns listade i Catalogue of Life.